# Canavieiras (ort)
Canavieiras är en ort i Brasilien.   Den ligger i kommunen Canavieiras och delstaten Bahia, i den östra delen av landet, 1 000 km öster om huvudstaden Brasília. Canavieiras ligger 9 meter över havet och antalet invånare är 26 375.
Terrängen runt Canavieiras är mycket platt. Havet är nära Canavieiras österut.